# حديقة سين شو للعلوم

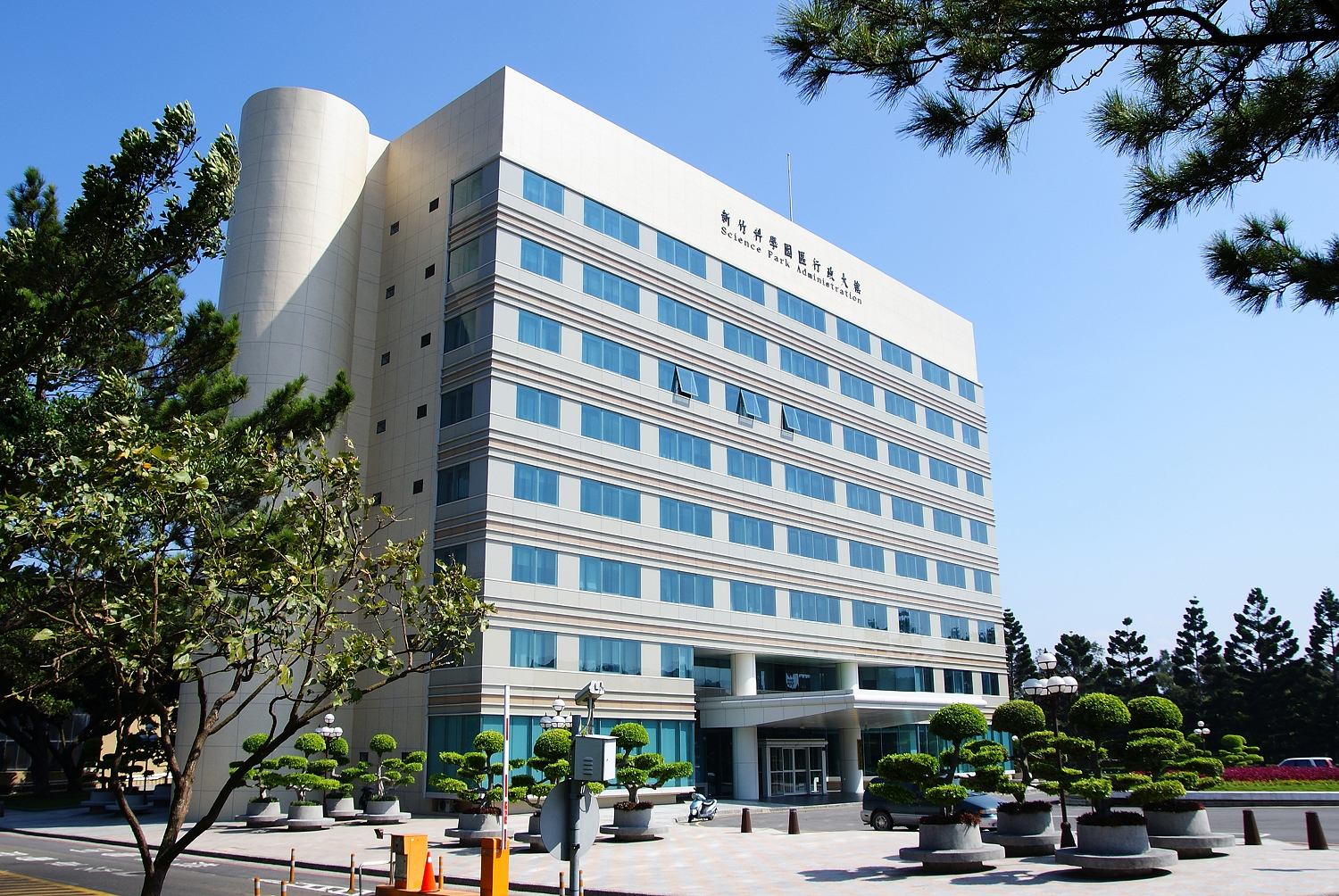
إدارة منتزه هسينشو للعلوم والصناعة في تايوان

حديقة هسينشو للعلوم (بالصينية: 新竹科學園區) هي حديقة صناعية. أنشأتها حكومة تايوان في 15 ديسمبر 1980. وهي تمتد بين مدينة سين شو ومقاطعة سين شو في تايوان.

## التاريخ
تم اقتراح فكرة إنشاء حديقة هسينشو للعلوم لأول مرة من قبل شو شين سيو، الرئيس السابق لجامعة تسينغ هوا الوطنية ووزير العلوم والتكنولوجيا. بعد أن أصبح شو وزيرا للعلوم والتكنولوجيا في عام 1973، سافر إلى الولايات المتحدة وأوروبا واليابان لمعرفة ودراسة ظروف تطور العلوم والتكنولوجيا. في عام 1976، جاء شو بفكرة بناء مجمع للعلوم والتكنولوجيا مثل وادي السيليكون. اقترح الرئيس تشيانغ تشينغ كو بناء الحديقة في منطقة لونغتان بسبب الفوائد المستقبلية المحتملة التي يمكن استخلاصها من معهد تشونغ شان الوطني للعلوم والتكنولوجيا والجيش. ومع ذلك، قال شو إن حديقة التكنولوجيا والعلوم لا ينبغي أن تكون قريبة من الجيش لأن الهدف الأساسي لتأسيس الحديقة هو توسيع حجم الاقتصاد الخاص والحيوية الإبداعية في تايوان. كانت فكرة شو هي بناء الحديقة في سين شو بجوار جامعة تسينغ هوا الوطنية وجامعة تشياو تونغ الوطنية (آنذاك) مثل وادي السيليكون المجاور لجامعة ستانفورد وجامعة كاليفورنيا في بيركلي. تمت الموافقة على فكرة شو في النهاية من قبل شيانغ وتم بناء الحديقة وافتتاحها في عام 1980 في سين شو.
بعد أن تمت تسوية الفكرة الأصلية لإنشاء حديقة العلوم وموقع الحديقة، كلف شيانغ تشينغ كو بمهمة بناء حديقة سين شو للعلوم. ايرفينغ تزي هو (1921-2003) تم تكليفه بإنشاء الحديقة في عام 1979 والعمل كأول مدير لها. وكان لي كوه تينغ، وزير المالية السابق لجمهورية الصين، من بين الذين ساهموا بشكل كبير في تأسيس الحديقة، كما أمر تشيانغ. وبإلهام من وادي السليكون، استشار لي فريدريك تيرمان حول الكيفية التي يمكن بها لتايوان أن تحذو حذوها. ومن هناك، أقنع لي المواهب التي سافرت إلى الخارج لبناء شركات في وادي السيليكون الجديد في تايوان. ومن بين العائدين موريس تشانغ، الذي قاد فيما بعد معهد أبحاث التكنولوجيا الصناعية وأسس شركة شركة تايوان لصناعة أشباه الموصلات المحدودة. كما قدم لي مفهوم رأس المال الاستثماري للبلاد لجذب الأموال لتمويل الشركات الناشئة في مجال التكنولوجيا الفائقة في تايوان.

## الشركات الكبرى الموجودة في الحديقة
- آيسر
- أبل
- كيدانس
- كينغستون تكنولوجي
- لام للأبحاث
- لوجيتيك
- ميديا تيك
- نوفاتك
- فيليبس
- كوالكوم
- ريل تك
- شين-إتسو
- شركة تايوان لصناعة أشباه الموصلات المحدودة

## أنظر أيضا
- اقتصاد تايوان
- تجمع الأعمال